# 桜田茉央
桜田 茉央（さくらだ まお、1997年10月22日 - ）は、日本のグラビアモデル、タレント、女優。千葉県出身。かつて、プロダクションノータイトルに所属していた。

## 経歴
元々、芸能界に憧れがあり高校二年のころからオーディションを受けていたが悉く落ちたという。
2019年3月に芸能事務所に所属。
就職活動を行う中、21年間ずっとなりたかった女優への道も模索し、人生の一発逆転を狙うために「ミスマガジン2019」のエントリーシート提出。この時点では反対されるだろうと、父に相談も報告もしていなかった。
2019年8月時点では「ミスマガジン2019 審査員特別賞」に受賞した事は報告したものの、芸能活動までは未報告だった。
2020年9月1日、プロダクションノータイトルとの契約満了となり退社した。
受賞歴
- ミスマガジン2019『審査員特別賞』[7]

## 人物
趣味は映画鑑賞、絵を描くこと。特技はDIYと模型作り。
共立女子大学家政学部建築デザイン学科卒業。
大学時代は建築デザイン学科に通い、作成した模型が学校の参考作品になるほどの腕前の「建築女子」。二級建築士資格を持っている。
好奇心旺盛でボランティアで、2週間スリランカに行った経験も。
反復横跳びがうまくできない。
2021年1月、大学卒業後、1年に満たない期間であったが一般企業に就職していたことを明かしている。この時期の経験は得がたいものであったものの、「社会人経験というには短く、ビジネスマナーは不安」であると述べている。

## 出演

### テレビ
- トリニクって何の肉!? （2019年5月28日、テレビ朝日）
- よじごじDays（2019年8月 - 、テレビ東京） - 不定期出演
- 全力坂（2019年10月29日、31日、テレビ朝日）

### WEBドラマ
- アフロ田中 第3話（2019年7月、WOWOWオリジナルドラマ）

### 映画
- TURNING POINT（2022年4月9日 - 10日、エンタメイティブ株式会社） - 矢沢美来 役

### ラジオ
- The BAY☆LINE（2019年5月23日、bayfm）

### CM
- 花王ビオレ（2020年3月 - ） - webCM
- 日建学院「経験と実績篇」（2021年7月4日 - ）[13][14]

### 雑誌
- 講談社 ヤングマガジン（2019年5月 - 2020年3月）
- 東京ニュース通信社 B.L.T（2020年2月24日）
- サイゾー（2020年1月18日）
- フォトテクニックデジタル（2019年10月）